# Tiana Lemnitz

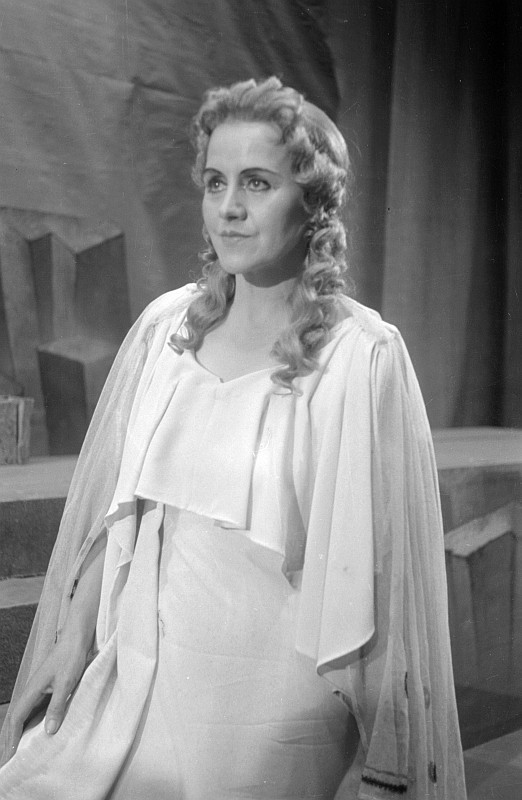

Tiana Lemnitz fue una soprano lírica alemana nacida en Metz el 26 de octubre de 1897 y fallecida en Berlín el 5 de febrero de 1994.
Debutó como Ondina de Lortzing en 1920, trabajando en el teatro de Aquisgrán entre 1922 y 1928 y en la Opera de Hanóver entre 1928 y 1933, Dresde y la Opera de Berlín (Staatsoper Unter den Linden) entre 1934 y 1957. 
También actuó en Viena, Múnich, Roma, Covent Garden, Salzburg y en el Teatro Colón de Buenos Aires en 1936 como Octavian, Rosalinda, Elsa y la Condesa Almaviva dirigida por Fritz Busch y en 1950 como Pamina, Sieglinde y Jenufa dirigida por Karl Böhm. 
La Segunda Guerra Mundial impidió su debut en el Metropolitan Opera en 1939, cuando fue invitada en 1950 no aceptó. Se retiró en 1955 como la Mariscala y definitivamente en un recital de Lieder en 1957 en la nueva ópera de Berlín.
Dominó el repertorio alemán, francés, italiano y eslavo, poseía una voz de deslumbrante belleza. 
En 1937 fue nombrada cantante de la corte (Kammersängerin).
Murió a los 96 años.

## Discografía de referencia
- Lebendige Vergangenheit - Tiana Lemnitz
- Mozart: Die Zauberflöte / Beecham, 1937, Berlín
- Grosse Sänger der Vergangenheit / Lemnitz